# Simbolo di fertilità
Un simbolo di fertilità è un oggetto utilizzato dalle prime società umane storiche che rappresenta la fertilità ed i cui ricordi rimangono ancora nel folclore odierno.

## Forme antiche
I simboli di fertilità hanno tradizionalmente assunto nel corso dei millenni molte forme differenti. In epoca preistorica la Venere di Willendorf è comunemente considerata essere come un esempio di simbolo di fertilità femminile; le sue rotondità al limite dell'obesità venivano vedute come attraenti in tempi in cui il cibo era scarso.
Alcuni animali che si riproducono in maniera prolifica sono intesi anch'essi quali simboli di fertilità, come ad esempio rane e conigli, con il coniglietto pasquale ch'è simbolo di rinascita e resurrezione ; lo stesso vale anche per la classica e diffusa immagine dell'intreccio dei serpenti o "caduceo", mentre Sigmund Freud ha considerato essere il maiale come uno dei più primitivi simboli di fertilità .
Il matrimonio sacro o Ierogamia tra il sovrano e la regina madre, che annunciava il ritorno dell'annuale rinascita primaverile, di per sé era un simbolo di fertilità; conosciuto era poi anche il simbolismo fallico (il fallo quale simbolo di fertilità vegetativa), legata alla nozione che la performance rituale dell'atto sessuale favorisse anche la crescita agricola.

## Mitologia indù
Il dio dell'induismo Shiva viene venerato come principio di generazione attraverso il simbolo del linga; il suo complemento è il fiume Gange (al femminile Ganga), amante e madre di tutti i fiumi fertilizzanti.

## Sopravvivenze moderne
Due tra i tesori di Brân il Benedetto, il corno magico ed il piatto che fornisce cibo e bevande su richiesta, erano simboli di fertilità che sono stati associati con la leggenda del Santo Graal.
Il gigante di Cerne Abbas è un simbolo di fertilità, che offriva il suo aiuto nel concepimento per le donne senza figli; alla stessa maniera anche l'albero di maggio è un polo fallico che celebra il rinnovamento della vita sessuale in primavera.
Durante le cerimonie matrimoniali occidentali vengono compresi regolarmente anche il lancio del riso e del bouquet, simboli vegetativi di fertilità. La scarpa legata alla macchina della coppia può esser intesa come rappresentazione della vagina fertile, assimilabile alla popolare filastrocca in lingua inglese intitolata C'era una vecchia che viveva in una scarpa.

### Psicologia
Per Carl Gustav Jung "il fallo significa sempre il mana creativo, il potere di guarigione e della fertilità"; mentre da par suo Jacques Lacan ritiene che "il fallo è... l'immagine del flusso vitale così come viene trasmessa nelle generazioni".
Al contrario Eric Berne ha visto la vagina come simbolo di fertilità inerente sia alla protezione che alla produttività.